# 에리카 김
에리카 김(Erica Kim, 한국어명 김미혜, 1964년 ~ )은 한국계 미국인 변호사로 에리카김 합동법률사무소 대표변호사이다.

## 생애
코넬 대학교 정치학과를 졸업하고 UCLA 로스쿨에서 법무박사(JD) 학위를 취득하였다. 동생 김경준은 BBK 비리 문제로 수사를 받았다. BBK 사건은 “에리카 킴 사건”으로도 불렸다. 1974년 미국으로 이민을 갔다. 동생 김경준과 잘 알고 있던 이명박과 함께 “LKe뱅크”라는 회사를 이들과 함께 설립하였다. 여기서 L은 이명박을 뜻하는 것이고, K는 김경준, e는 에리카 김을 각각 뜻한다.
1995년 10월 서울 힐튼호텔에서 《나는 언제나 한국인》이라는 자서전 출판 기념회를 열었고, 1997년 8월 6일 대한항공 801편의 괌 추락 사고 관련 소송에서 대한항공 측 변호를 맡았다.
이명박과 불륜 관계를 맺어 사생아를 낳았다는 주장이 있다.

## 약력
- 1990년 미국 변호사 시험 합격
- 미국 한인 사회에서 가장 큰 한국계 로펌 대표
- 대한건설협회 고문 변호사
- 중소기업협동조합중앙회 고문 변호사
- 2003년 제27대 로스앤젤레스 한인상공회의소 회장
- 2009년 4월 17일자로 California Bar Association에서 변호사 자격 상실[3]

## 가족 관계
- 동생 : 김경준

## 저서
- 《나는 언제나 한국인》이라는 책을 한국에서 출판(1995년) ISBN 8981710023

## 같이 보기
- 대한항공 801편
- 이명박
- 김경준
- 김유찬
- 대한민국 제17대 대통령 선거
- BBK 주가 조작 사건